# Placa de Timor

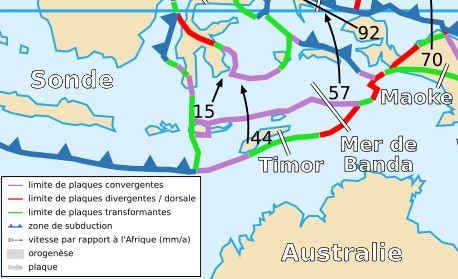
Mapa de la Placa de Timor i les plaques veïnes (en francès)

La placa de Timor és una microplaca tectònica de la litosfera de la Terra. La seva superfície és de 0,0087 estereoradiants. Normalment està associada amb la placa euroasiàtica.
Es troba al sud d'Insulíndia. N'ocupa el sud de la Mar de Banda, el nord-est de la Mar de Timor i les illes de Flores i de Timor.
La placa de Timor està en contacte amb les plaques de Sonda, Mar de Banda i pacífica.
El desplaçament de la placa de Timor es produeix a una velocitat d'1,514° per milió d'anys en un pol d'Euler situat a 19° 52' de latitud nord i 112º18' de longitud est (referència: placa del Pacífic).